# Inbus F140
Le trolleybus InBus F 140 est le seul modèle produit par le constructeur italien InBus SpA en 1981.
Ce véhicule a été conçu et fabriqué sur commande spécifique de la société ACT des transports publics de Cagliari en Sardaigne. La partie mécanique était fabriquée par "Sicca", la carrosserie porte le logo Breda C.F., tandis que la partie traction électrique est fournie par Ercole Marelli, grand constructeur italien d'équipements électriques industriels.
Il s'agit du seul et unique modèle de trolleybus construit par InBus. Sa ligne est très ressemblante à celle des autobus diesel construits par Inbus à cette époque, les Inbus U210. Le modèle a été construit uniquement en version avec 3 portes.
En 1981 l' A.C.T. - Azienda Consorziale Trasporti de Cagliari, en Sardaigne, commande 15 exemplaires d'un trolleybus de 12 mètres à Breda-Inbus. Ils sont immatriculés dans la série 601 à 615 et mis en service sur la ligne 5, C Rosso et C Nero Piazza D'Armi ↔ Piazza Amsicora. Quelques années plus tard, avec l'arrivée de nouveaux modèles équipés de traction autonome, les Socimi 8839 et Socimi 8845, et la suppression des trolleybus sur la ligne 5 en 1990, les trolleybus Inbus F140 sont retirés du service à l'exception des voitures 606, 610 et 614. Lors de la remise en service de la ligne 5 et son prolongement jusqu'à Calamosca en 1998, les voitures 606 et 610 sont remises en service avec quelques adaptations de sécurité. Ces deux trolleybus sont restés en service jusqu'en 2003.
En octobre 2007, tous les trolleybus InBus F140 de 1981 ont été radiés et détruits au printemps 2008.

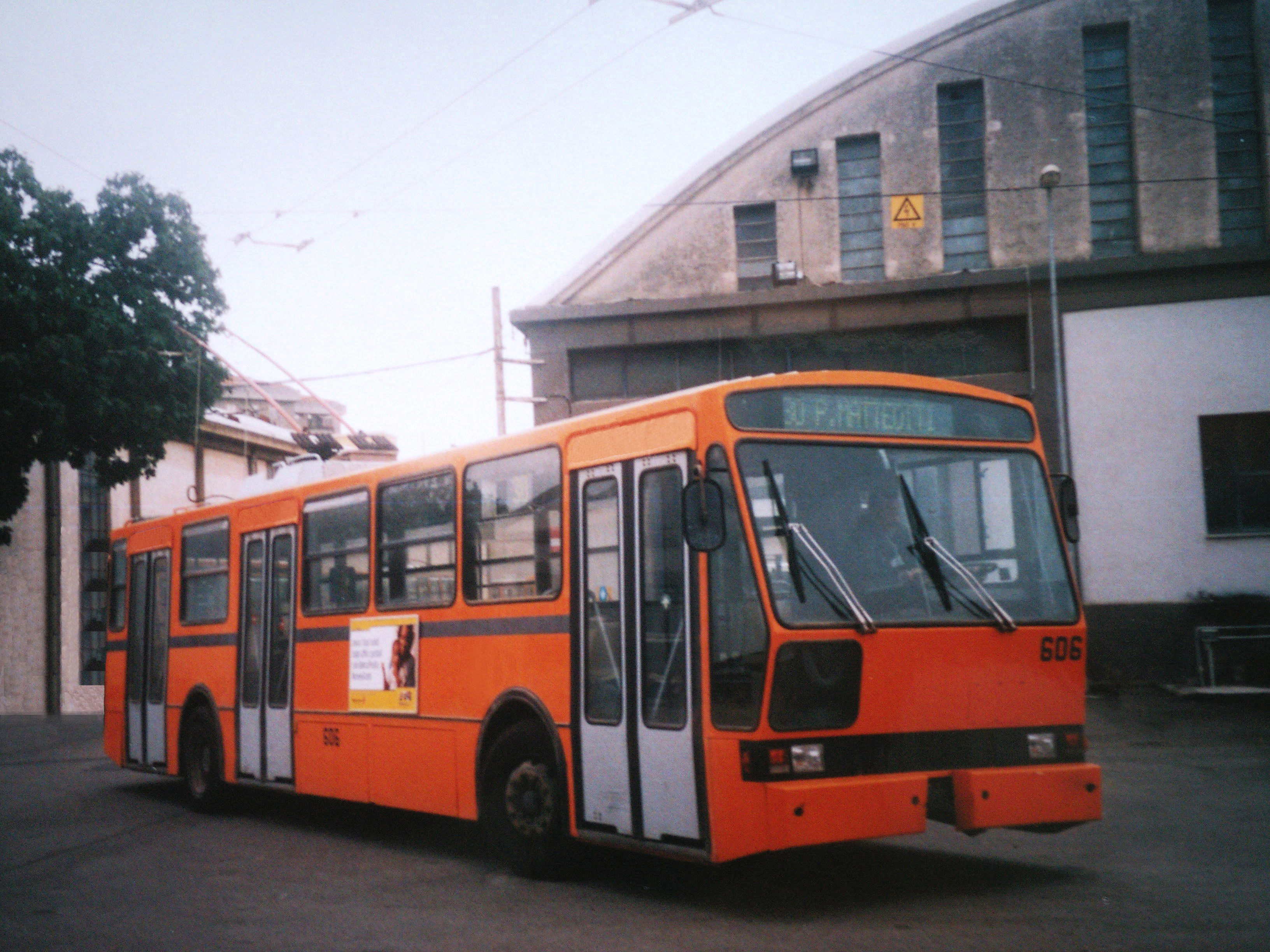
Trolleybus Inbus F140